# Oxaea mourei
Oxaea mourei là một loài ong trong họ Andrenidae. Loài này được Graf miêu tả khoa học đầu tiên năm 1993.